# Élections cantonales de 2011 dans l'Orne
Les élections cantonales ont eu lieu les 20 et 27 mars 2011.

## Contexte départemental

### Assemblée départementale sortante
Avant les élections, le conseil général de l'Orne est présidé par Alain Lambert (UMP). Il comprend 40 conseillers généraux issus des 40 cantons de l'Orne. 20 d'entre eux sont renouvelables lors de ces élections.
| Parti                             | Sigle | Élus |
| --------------------------------- | ----- | ---- |
| Majorité (32 sièges)              |       |      |
| Divers droite                     | DVD   | 18   |
| Union pour un mouvement populaire | UMP   | 12   |
| Mouvement démocrate               | MoDem | 1    |
| République solidaire              | RS    | 1    |
| Opposition (8 sièges)             |       |      |
| Parti socialiste                  | PS    | 6    |
| Divers gauche                     | DVG   | 2    |
| Président du conseil général      |       |      |
| Alain Lambert (UMP)               |       |      |

## Résultats à l'échelle du département

### Résultats en nombre de sièges
| Parti | Sièges mis en jeu | Élus | Évolution |
| ----- | ----------------- | ---- | --------- |
| DVD   | 10                | 9    | -1        |
| UMP   | 5                 | 6    | +1        |
| PS    | 2                 | 3    | +1        |
| DVG   | 2                 | 2    | =         |
| RS    | 1                 | 0    | -1        |

### Assemblée départementale à l'issue des élections
| Parti                             | Sigle | Élus |
| --------------------------------- | ----- | ---- |
| Majorité (31 sièges)              |       |      |
| Divers droite                     | DVD   | 17   |
| Union pour un mouvement populaire | UMP   | 13   |
| Mouvement démocrate               | MoDem | 1    |
| Opposition (9 sièges)             |       |      |
| Parti socialiste                  | PS    | 7    |
| Divers gauche                     | DVG   | 2    |
| Président du conseil général      |       |      |
| Alain Lambert (UMP)               |       |      |

## Résultats par canton

### Canton d'Alençon-3
| Candidats      | Candidats            | Étiquette      | Premier tour | Premier tour | Second tour | Second tour |
| Candidats      | Candidats            | Étiquette      | Voix         | %            | Voix        | %           |
| -------------- | -------------------- | -------------- | ------------ | ------------ | ----------- | ----------- |
|                | Jean-Claude Pavis*   | PS             | 1 421        | 34,78        | 2 132       | 54,11       |
|                | Bruno Charuel        | DVD            | 687          | 16,81        | 1 808       | 45,89       |
|                | Philippe Drillon     | UMP            | 686          | 16,79        |             |             |
|                | Edouard Harand       | FN             | 639          | 15,64        |             |             |
|                | Romain Bothet        | EELV           | 372          | 9,10         |             |             |
|                | Marie-Noëlle Vonthon | PCF            | 148          | 3,62         |             |             |
|                | François Caily       | EXG            | 83           | 2,03         |             |             |
|                | Philippe Reto        | DVG            | 50           | 1,22         |             |             |
|                |                      |                |              |              |             |             |
| Inscrits       | Inscrits             | Inscrits       | 9 457        | 100,00       | 9 457       | 100,00      |
| Abstentions    | Abstentions          | Abstentions    | 5 267        | 55,69        | 5 243       | 55,44       |
| Votants        | Votants              | Votants        | 4 190        | 44,31        | 4 214       | 44,56       |
| Blancs et nuls | Blancs et nuls       | Blancs et nuls | 104          | 2,48         | 274         | 6,50        |
| Exprimés       | Exprimés             | Exprimés       | 4 086        | 97,52        | 3 940       | 93,50       |

*sortant

### Canton d'Argentan-Ouest
| Candidats      | Candidats           | Étiquette      | Premier tour | Premier tour | Second tour | Second tour |
| Candidats      | Candidats           | Étiquette      | Voix         | %            | Voix        | %           |
| -------------- | ------------------- | -------------- | ------------ | ------------ | ----------- | ----------- |
|                | Frédéric Leveillé   | PS             | 1 179        | 39,48        | 1 931       | 64,84       |
|                | Xavier Jaglin*      | DVD            | 708          | 23,71        | 1 047       | 35,16       |
|                | Guy Salles          | FN             | 416          | 13,93        |             |             |
|                | Marie-Joseph Pierre | PRG            | 293          | 9,81         |             |             |
|                | Jean-Louis Mustière | PCF            | 216          | 7,23         |             |             |
|                | Jean-Louis Ménereul | PG             | 174          | 5,83         |             |             |
|                |                     |                |              |              |             |             |
| Inscrits       | Inscrits            | Inscrits       | 6 955        | 100,00       | 6 954       | 100,00      |
| Abstentions    | Abstentions         | Abstentions    | 3 836        | 55,15        | 3 770       | 54,21       |
| Votants        | Votants             | Votants        | 3 119        | 44,85        | 3 184       | 45,79       |
| Blancs et nuls | Blancs et nuls      | Blancs et nuls | 133          | 4,26         | 206         | 6,47        |
| Exprimés       | Exprimés            | Exprimés       | 2 986        | 95,74        | 2 978       | 93,53       |

*sortant

### Canton de Bellême
| Candidats      | Candidats                    | Étiquette      | Premier tour | Premier tour | Second tour | Second tour |
| Candidats      | Candidats                    | Étiquette      | Voix         | %            | Voix        | %           |
| -------------- | ---------------------------- | -------------- | ------------ | ------------ | ----------- | ----------- |
|                | Jean-François de Caffarelli* | DVD            | 1 127        | 51,67        | 1 257       | 65,33       |
|                | Michel Offret                | PS             | 399          | 18,29        | 667         | 34,67       |
|                | Philippe Jardin              | FN             | 365          | 16,74        |             |             |
|                | Thierry Ameslant             | EELV           | 290          | 13,30        |             |             |
|                |                              |                |              |              |             |             |
| Inscrits       | Inscrits                     | Inscrits       | 4 637        | 100,00       | 4 637       | 100,00      |
| Abstentions    | Abstentions                  | Abstentions    | 2 374        | 51,20        | 2 571       | 55,45       |
| Votants        | Votants                      | Votants        | 2 263        | 48,80        | 2 066       | 44,55       |
| Blancs et nuls | Blancs et nuls               | Blancs et nuls | 82           | 3,62         | 142         | 6,87        |
| Exprimés       | Exprimés                     | Exprimés       | 2 181        | 96,38        | 1 924       | 93,13       |

*sortant

### Canton de Briouze
| Candidats      | Candidats           | Étiquette      | Premier tour | Premier tour | Second tour | Second tour |
| Candidats      | Candidats           | Étiquette      | Voix         | %            | Voix        | %           |
| -------------- | ------------------- | -------------- | ------------ | ------------ | ----------- | ----------- |
|                | Jean-Pierre Salles* | DVD            | 699          | 36,27        | 1 122       | 56,81       |
|                | Guy Doute           | DVD            | 654          | 33,94        | 853         | 43,19       |
|                | Astrid Chareille    | EELV           | 290          | 15,05        |             |             |
|                | Michel Derout       | FN             | 284          | 14,74        |             |             |
|                |                     |                |              |              |             |             |
| Inscrits       | Inscrits            | Inscrits       | 3 557        | 100,00       | 3 562       | 100,00      |
| Abstentions    | Abstentions         | Abstentions    | 1 539        | 43,27        | 1 441       | 40,45       |
| Votants        | Votants             | Votants        | 2 018        | 56,73        | 2 121       | 59,55       |
| Blancs et nuls | Blancs et nuls      | Blancs et nuls | 91           | 4,51         | 146         | 6,88        |
| Exprimés       | Exprimés            | Exprimés       | 1 927        | 95,49        | 1 975       | 93,12       |

*sortant

### Canton de Carrouges
| Candidats      | Candidats              | Étiquette      | Premier tour | Premier tour | Second tour | Second tour |
| Candidats      | Candidats              | Étiquette      | Voix         | %            | Voix        | %           |
| -------------- | ---------------------- | -------------- | ------------ | ------------ | ----------- | ----------- |
|                | Eugène-Loïc Ermessent* | DVD            | 782          | 35,40        | 962         | 46,74       |
|                | Maryse Oliveira        | DVD            | 664          | 30,06        | 1 096       | 53,26       |
|                | Vincent Véron          | PS             | 451          | 20,42        |             |             |
|                | Nathalie Brière        | FN             | 312          | 14,12        |             |             |
|                |                        |                |              |              |             |             |
| Inscrits       | Inscrits               | Inscrits       | 3 933        | 100,00       | 3 933       | 100,00      |
| Abstentions    | Abstentions            | Abstentions    | 1 673        | 42,54        | 1 670       | 42,46       |
| Votants        | Votants                | Votants        | 2 260        | 57,46        | 2 263       | 57,54       |
| Blancs et nuls | Blancs et nuls         | Blancs et nuls | 51           | 2,26         | 205         | 9,06        |
| Exprimés       | Exprimés               | Exprimés       | 2 209        | 97,74        | 2 058       | 90,94       |

### Canton de Domfront
| Candidats      | Candidats       | Étiquette      | Premier tour | Premier tour | Second tour | Second tour |
| Candidats      | Candidats       | Étiquette      | Voix         | %            | Voix        | %           |
| -------------- | --------------- | -------------- | ------------ | ------------ | ----------- | ----------- |
|                | Robert Loquet*  | UMP            | 1 791        | 48,60        | 2 026       | 55,72       |
|                | Chantal Jourdan | PS             | 1 274        | 34,57        | 1 610       | 44,28       |
|                | Didier Belly    | FN             | 620          | 16,82        |             |             |
|                |                 |                |              |              |             |             |
| Inscrits       | Inscrits        | Inscrits       | 8 109        | 100,00       | 8 109       | 100,00      |
| Abstentions    | Abstentions     | Abstentions    | 4 267        | 52,62        | 4 272       | 52,68       |
| Votants        | Votants         | Votants        | 3 842        | 47,38        | 3 837       | 47,32       |
| Blancs et nuls | Blancs et nuls  | Blancs et nuls | 157          | 4,09         | 201         | 5,24        |
| Exprimés       | Exprimés        | Exprimés       | 3 685        | 95,91        | 3 636       | 94,76       |

*sortant

### Canton d'Exmes
| Candidats      | Candidats       | Étiquette      | Premier tour | Premier tour |
| Candidats      | Candidats       | Étiquette      | Voix         | %            |
| -------------- | --------------- | -------------- | ------------ | ------------ |
|                | Patrick Mussat* | UMP            | 923          | 82,85        |
|                | Joël Rouault    | PCF            | 120          | 10,77        |
|                | Bernard Allain  | PDF            | 71           | 6,37         |
|                |                 |                |              |              |
| Inscrits       | Inscrits        | Inscrits       | 2 132        | 100,00       |
| Abstentions    | Abstentions     | Abstentions    | 967          | 45,36        |
| Votants        | Votants         | Votants        | 1 165        | 54,64        |
| Blancs et nuls | Blancs et nuls  | Blancs et nuls | 51           | 4,38         |
| Exprimés       | Exprimés        | Exprimés       | 1 114        | 95,62        |

*sortant

### Canton de Flers-Nord
| Candidats      | Candidats          | Étiquette      | Premier tour | Premier tour | Second tour | Second tour |
| Candidats      | Candidats          | Étiquette      | Voix         | %            | Voix        | %           |
| -------------- | ------------------ | -------------- | ------------ | ------------ | ----------- | ----------- |
|                | Gérard Colin*      | DVG            | 2 235        | 51,52        | 2 659       | 64,54       |
|                | Chantal Corvée     | DVD            | 1 135        | 26,16        | 1 461       | 35,46       |
|                | Jean-Pierre Robert | FN             | 804          | 18,53        |             |             |
|                | Pierre Dutois      | PCF            | 164          | 3,78         |             |             |
|                |                    |                |              |              |             |             |
| Inscrits       | Inscrits           | Inscrits       | 9 752        | 100,00       | 9 752       | 100,00      |
| Abstentions    | Abstentions        | Abstentions    | 5 259        | 53,93        | 5 384       | 55,21       |
| Votants        | Votants            | Votants        | 4 493        | 46,07        | 4 368       | 44,79       |
| Blancs et nuls | Blancs et nuls     | Blancs et nuls | 155          | 3,45         | 248         | 5,68        |
| Exprimés       | Exprimés           | Exprimés       | 4 338        | 96,55        | 4 120       | 94,32       |

*sortant

### Canton de Flers-Sud
| Candidats      | Candidats        | Étiquette      | Premier tour | Premier tour |
| Candidats      | Candidats        | Étiquette      | Voix         | %            |
| -------------- | ---------------- | -------------- | ------------ | ------------ |
|                | Yves Goasdoué*   | PS             | 2 707        | 58,99        |
|                | Brigitte Stiefel | FN             | 834          | 18,17        |
|                | Fabienne Senaux  | DVD            | 733          | 15,97        |
|                | Jean Chatelais   | PCF            | 171          | 3,73         |
|                | Grégory Cordruie | EXG            | 144          | 3,14         |
|                |                  |                |              |              |
| Inscrits       | Inscrits         | Inscrits       | 10 048       | 100,00       |
| Abstentions    | Abstentions      | Abstentions    | 5 341        | 53,15        |
| Votants        | Votants          | Votants        | 4 707        | 46,85        |
| Blancs et nuls | Blancs et nuls   | Blancs et nuls | 118          | 2,51         |
| Exprimés       | Exprimés         | Exprimés       | 4 589        | 97,49        |

*sortant

### Canton de Juvigny-sous-Andaine
| Candidats      | Candidats            | Étiquette      | Premier tour | Premier tour |
| Candidats      | Candidats            | Étiquette      | Voix         | %            |
| -------------- | -------------------- | -------------- | ------------ | ------------ |
|                | Jean-Pierre Blouet*  | DVD            | 1 857        | 67,55        |
|                | François Poinsignon  | PS             | 455          | 16,55        |
|                | Jean-Pierre Bonnaure | FN             | 437          | 15,90        |
|                |                      |                |              |              |
| Inscrits       | Inscrits             | Inscrits       | 5 543        | 100,00       |
| Abstentions    | Abstentions          | Abstentions    | 2 714        | 48,96        |
| Votants        | Votants              | Votants        | 2 829        | 51,04        |
| Blancs et nuls | Blancs et nuls       | Blancs et nuls | 80           | 2,83         |
| Exprimés       | Exprimés             | Exprimés       | 2 749        | 97,17        |

*sortant

### Canton de L'Aigle-Ouest
| Candidats      | Candidats             | Étiquette      | Premier tour | Premier tour | Second tour | Second tour |
| Candidats      | Candidats             | Étiquette      | Voix         | %            | Voix        | %           |
| -------------- | --------------------- | -------------- | ------------ | ------------ | ----------- | ----------- |
|                | Véronique Louwagie    | UMP            | 854          | 28,22        | 1 457       | 51,72       |
|                | Serge Delavallée      | PS             | 787          | 26,01        | 1 360       | 48,28       |
|                | Jean-Marie Vercruysse | MoDem          | 723          | 23,89        |             |             |
|                | Daniel Reichert       | FN             | 536          | 17,71        |             |             |
|                | Serge Desherces       | PCF            | 83           | 2,74         |             |             |
|                | Georges Hubelhardt    | EXG            | 43           | 1,42         |             |             |
|                |                       |                |              |              |             |             |
| Inscrits       | Inscrits              | Inscrits       | 6 302        | 100,00       | 6 301       | 100,00      |
| Abstentions    | Abstentions           | Abstentions    | 3 198        | 50,75        | 3 274       | 51,96       |
| Votants        | Votants               | Votants        | 3 104        | 49,25        | 3 027       | 48,04       |
| Blancs et nuls | Blancs et nuls        | Blancs et nuls | 78           | 2,51         | 210         | 6,94        |
| Exprimés       | Exprimés              | Exprimés       | 3 026        | 97,49        | 2 817       | 93,06       |

### Canton de Longny-au-Perche
| Candidats      | Candidats           | Étiquette      | Premier tour | Premier tour |
| Candidats      | Candidats           | Étiquette      | Voix         | %            |
| -------------- | ------------------- | -------------- | ------------ | ------------ |
|                | Jackie Legault*     | DVD            | 1 051        | 61,64        |
|                | Daniel Seiler       | FN             | 349          | 20,47        |
|                | Frédéric Provotelle | MoDem          | 191          | 11,20        |
|                | Christiane Deminal  | PCF            | 114          | 6,69         |
|                |                     |                |              |              |
| Inscrits       | Inscrits            | Inscrits       | 3 350        | 100,00       |
| Abstentions    | Abstentions         | Abstentions    | 1 614        | 1,79         |
| Votants        | Votants             | Votants        | 1 736        | 51,82        |
| Blancs et nuls | Blancs et nuls      | Blancs et nuls | 31           | 1,79         |
| Exprimés       | Exprimés            | Exprimés       | 1 705        | 98,21        |

*sortant

### Canton du Merlerault
| Candidats      | Candidats       | Étiquette      | Premier tour | Premier tour |
| Candidats      | Candidats       | Étiquette      | Voix         | %            |
| -------------- | --------------- | -------------- | ------------ | ------------ |
|                | Philippe Bigot* | UMP            | 1 089        | 70,08        |
|                | Lionel Stieffel | FN             | 465          | 29,92        |
|                |                 |                |              |              |
| Inscrits       | Inscrits        | Inscrits       | 3 266        | 100,00       |
| Abstentions    | Abstentions     | Abstentions    | 1 548        | 47,40        |
| Votants        | Votants         | Votants        | 1 718        | 52,60        |
| Blancs et nuls | Blancs et nuls  | Blancs et nuls | 164          | 9,55         |
| Exprimés       | Exprimés        | Exprimés       | 1 554        | 90,45        |

*sortant

### Canton de Mortrée
| Candidats      | Candidats         | Étiquette      | Premier tour | Premier tour |
| Candidats      | Candidats         | Étiquette      | Voix         | %            |
| -------------- | ----------------- | -------------- | ------------ | ------------ |
|                | Claude Duval*     | DVG            | 1 053        | 57,60        |
|                | Marc Richard      | DVG            | 584          | 31,95        |
|                | Jean-Marie Mancel | FN             | 191          | 10,45        |
|                |                   |                |              |              |
| Inscrits       | Inscrits          | Inscrits       | 3 233        | 100,00       |
| Abstentions    | Abstentions       | Abstentions    | 1 343        | 41,54        |
| Votants        | Votants           | Votants        | 1 890        | 58,46        |
| Blancs et nuls | Blancs et nuls    | Blancs et nuls | 62           | 3,28         |
| Exprimés       | Exprimés          | Exprimés       | 1 828        | 96,72        |

*sortant

### Canton de Moulins-la-Marche
| Candidats      | Candidats              | Étiquette      | Premier tour | Premier tour |
| Candidats      | Candidats              | Étiquette      | Voix         | %            |
| -------------- | ---------------------- | -------------- | ------------ | ------------ |
|                | Jean-Pierre Chevalier* | DVD            | 1 007        | 59,76        |
|                | Jean-Guy Grandin       | PS             | 329          | 6,59         |
|                | Gilbert Croullière     | FN             | 238          | 14,12        |
|                | Jean-Claude Marie      | PG             | 111          | 6,59         |
|                |                        |                |              |              |
| Inscrits       | Inscrits               | Inscrits       | 3 138        | 100,00       |
| Abstentions    | Abstentions            | Abstentions    | 1 419        | 46,22        |
| Votants        | Votants                | Votants        | 1 719        | 54,78        |
| Blancs et nuls | Blancs et nuls         | Blancs et nuls | 34           | 1,98         |
| Exprimés       | Exprimés               | Exprimés       | 1 685        | 98,02        |

*sortant

### Canton de Passais
| Candidats      | Candidats             | Étiquette      | Premier tour | Premier tour |
| Candidats      | Candidats             | Étiquette      | Voix         | %            |
| -------------- | --------------------- | -------------- | ------------ | ------------ |
|                | Christophe Gallienne* | DVD            | 926          | 59,55        |
|                | Guy Paris             | DVG            | 629          | 40,45        |
|                |                       |                |              |              |
| Inscrits       | Inscrits              | Inscrits       | 2 762        | 100,00       |
| Abstentions    | Abstentions           | Abstentions    | 1 119        | 40,51        |
| Votants        | Votants               | Votants        | 1 643        | 59,49        |
| Blancs et nuls | Blancs et nuls        | Blancs et nuls | 88           | 5,36         |
| Exprimés       | Exprimés              | Exprimés       | 1 555        | 94,64        |

*sortant

### Canton de Pervenchères
| Candidats      | Candidats         | Étiquette      | Premier tour | Premier tour |
| Candidats      | Candidats         | Étiquette      | Voix         | %            |
| -------------- | ----------------- | -------------- | ------------ | ------------ |
|                | Antoine Perrault* | DVD            | 926          | 65,86        |
|                | Antoine Gueno     | FN             | 271          | 19,27        |
|                | André Loury       | PG             | 209          | 14,86        |
|                |                   |                |              |              |
| Inscrits       | Inscrits          | Inscrits       | 3 007        | 100,00       |
| Abstentions    | Abstentions       | Abstentions    | 1 557        | 51,78        |
| Votants        | Votants           | Votants        | 1 450        | 48,22        |
| Blancs et nuls | Blancs et nuls    | Blancs et nuls | 44           | 3,03         |
| Exprimés       | Exprimés          | Exprimés       | 1 406        | 96,97        |

*sortant

### Canton du Theil
| Candidats      | Candidats           | Étiquette      | Premier tour | Premier tour | Second tour | Second tour |
| Candidats      | Candidats           | Étiquette      | Voix         | %            | Voix        | %           |
| -------------- | ------------------- | -------------- | ------------ | ------------ | ----------- | ----------- |
|                | Gilles de Courson*  | DVD            | 1 072        | 39,64        | 1 355       | 50,58       |
|                | Sébastien Thirouard | DVG            | 772          | 28,55        | 1 324       | 49,42       |
|                | François Goulet     | DVD            | 403          | 14,90        |             |             |
|                | Elisabeth Monferme  | FN             | 401          | 14,83        |             |             |
|                | Daniel Postaire     | PCF            | 56           | 2,07         |             |             |
|                |                     |                |              |              |             |             |
| Inscrits       | Inscrits            | Inscrits       | 5 407        | 100,00       | 5 407       | 100,00      |
| Abstentions    | Abstentions         | Abstentions    | 2 652        | 49,05        | 2 635       | 48,73       |
| Votants        | Votants             | Votants        | 2 755        | 50,95        | 2 772       | 51,27       |
| Blancs et nuls | Blancs et nuls      | Blancs et nuls | 51           | 1,85         | 93          | 3,35        |
| Exprimés       | Exprimés            | Exprimés       | 2 704        | 98,15        | 2 679       | 96,65       |

*sortant

### Canton de Tinchebray
| Candidats      | Candidats             | Étiquette      | Premier tour | Premier tour |
| Candidats      | Candidats             | Étiquette      | Voix         | %            |
| -------------- | --------------------- | -------------- | ------------ | ------------ |
|                | Jérôme Nury*          | UMP            | 2 284        | 70,93        |
|                | Jean-Michel Correyeur | EELV           | 660          | 20,50        |
|                | Dominique Vaujoie     | PCF            | 180          | 5,59         |
|                | Michèle Mzlzy         | EXD            | 96           | 2,98         |
|                |                       |                |              |              |
| Inscrits       | Inscrits              | Inscrits       | 6 349        | 100,00       |
| Abstentions    | Abstentions           | Abstentions    | 2 929        | 46,13        |
| Votants        | Votants               | Votants        | 3 420        | 53,87        |
| Blancs et nuls | Blancs et nuls        | Blancs et nuls | 200          | 5,85         |
| Exprimés       | Exprimés              | Exprimés       | 3 220        | 94,15        |

*sortant

### Canton de Vimoutiers
| Candidats      | Candidats        | Étiquette      | Premier tour | Premier tour | Second tour | Second tour |
| Candidats      | Candidats        | Étiquette      | Voix         | %            | Voix        | %           |
| -------------- | ---------------- | -------------- | ------------ | ------------ | ----------- | ----------- |
|                | Guy Romain*      | UMP            | 1 154        | 42,15        | 1 575       | 59,75       |
|                | Gérard Rose      | DVG            | 562          | 20,53        | 1 061       | 40,25       |
|                | Francine Lavanry | FN             | 414          | 15,12        |             |             |
|                | Jean-Luc Delfour | PS             | 358          | 13,08        |             |             |
|                | Didier Goret     | EELV           | 250          | 9,13         |             |             |
|                |                  |                |              |              |             |             |
| Inscrits       | Inscrits         | Inscrits       | 5 375        | 100,00       | 5 373       | 100,00      |
| Abstentions    | Abstentions      | Abstentions    | 2 530        | 47,07        | 2 567       | 47,78       |
| Votants        | Votants          | Votants        | 2 845        | 52,93        | 2 806       | 52,22       |
| Blancs et nuls | Blancs et nuls   | Blancs et nuls | 107          | 3,76         | 170         | 6,06        |
| Exprimés       | Exprimés         | Exprimés       | 2 738        | 96,24        | 2 636       | 93,94       |

*sortant